# En lille død
En lille død er en dansk ungdomsfilm fra 2005, der er skrevet og instrueret af Kaspar Munk.

## Handling
Filmen handler om den 12-årige Christian, der sammen med sin ven bliver inviteret hjem til den lidt ældre Janus. I kælderen introduceres Christian både for Janus' kongeboa og pornoblade, der flyder på gulvet. Mens Christian går på opdagelse i bladene, nærmer kongeboaen sig langsomt en intetanende mus på gulvet, og spændingen stiger effektfuldt i sekvensen, der kulminerer med Christians første udløsning.